# TV dels dels Bessons
TV dels Bessons (TV Geminorum) és un estel variable a la constel·lació dels Bessons. De magnitud aparent mitjana +6'83, visualment s'hi localitza a menys d'1º de Tejat Prior (η Geminorum). TV Geminorum és un estel llunyà membre de l'Associació estel·lar Geminis OB1; diferents estudis la situen a una distància compresa entre 4.000 i 4.500 anys llum del sistema solar.
TV Geminorum és una supergegant vermella de tipus espectral M1Iab amb una temperatura efectiva de 3.750 ± 120 K. Semblant a la brillant Antares (α Scorpii) o a BU Geminorum —també a la constel·lació dels Bessons—, té un radi 770 vegades major que el del Sol, la qual cosa equival a 3'58 UA. Si estigués al centre del Sistema Solar, els quatre planetes més propers al Sol —la Terra inclosa— quedarien englobats a l'interior de l'estel. Un altre estudi li assigna una grandària un poc inferior, amb un radi de 623 ± 158 radis solars. La quantitat de radiació que emet és notable, encara que no existeix consens quant a la seva lluminositat, variant aquesta xifra entre 68.500 i 106.000 vegades el valor de la lluminositat solar. Igual que altres estels de les seves característiques, perd massa estel·lar a un ritme anual de 20 × 10-7 masses solars.
Catalogada com una variable semiregular SRC, la lluentor de TV Geminorum varia entre magnitud +6'3 i +7'4. Igual que Betelgeuse (α Orionis), mostra dos períodes clarament definits, un de 426 ± 45 dies i un altre de 2.550 ± 680 dies.